# San Juan de Capistrano (khu tự quản)
San Juan de Capistrano là một khu tự quản thuộc bang Anzoátegui, Venezuela. Thủ phủ của khu tự quản San Juan de Capistrano đóng tại Boca de Uchire. Khự tự quản San Juan de Capistrano có diện tích 123 km2, dân số theo điều tra dân số ngày 21 tháng 10 năm 2001 là 7586 người.